# Mini scule
Mini scule – gatunek płaza bezogonowego z podrodziny Cophylinae w obrębie rodziny wąskopyskowatych (Microhylidae). Występuje endemicznie w ściółce nizinnych lasów w Sainte Luce na południowo-wschodnim Madagaskarze.